# Spelaeonethes castellonensis
Spelaeonethes castellonensis är en kräftdjursart som beskrevs av Cruz och Henri Dalens1990. Spelaeonethes castellonensis ingår i släktet Spelaeonethes och familjen Trichoniscidae. Inga underarter finns listade i Catalogue of Life.